# Cassà de la Selva (kommun)
Cassà de la Selva är en kommun i Spanien.   Den ligger i provinsen Província de Girona och regionen Katalonien, i den östra delen av landet, 600 km öster om huvudstaden Madrid. Antalet invånare är 9 925. Arean är 46 kvadratkilometer. Cassà de la Selva gränsar till Santa Cristina d'Aro, Llambilles, Cruïlles, Llagostera, Caldes de Malavella, Sant Andreu Salou och Campllong. 
Terrängen i Cassà de la Selva är platt åt sydväst, men åt nordost är den kuperad.